# Phasmopoda
Phasmopoda is een geslacht van vliesvleugeligen uit de familie Encyrtidae. De wetenschappelijke naam van dit geslacht is voor het eerst geldig gepubliceerd in 1977 door Trjapitzin.

## Soorten
Het geslacht Phasmopoda is monotypisch en omvat slechts de volgende soort:
- Phasmopoda loginovae Trjapitzin, 1977